# The Game Awards 2014
The Game Awards 2014 (сокр. TGA 2014) — первая церемония награждения The Game Awards, отмечающая достижения в индустрии компьютерных игр и киберспорта. Мероприятие было проведено 5 декабря 2014 года в The AXIS, Лас-Вегас, США Джеффом Кили. Лауреатом премии «Игра года» стала Dragon Age: Inquisition.

## Анонсы
На шоу были представлены «мировые премьеры»: Super Mario Maker, Code Name: S.T.E.A.M., The Legend of Zelda: Breath of the Wild, Metal Gear Solid V: The Phantom Pain, Battlefield Hardline, Bloodborne, Until Dawn, The Order: 1886, Lara Croft and the Temple of Osiris, «Ведьмак 3: Дикая Охота», King’s Quest, Adrift и Godzilla. Среди остальных анонсов были Before, The Banner Saga 2, Tacoma, Human Element и No Man’s Sky.
Шоу смотрело в прямом эфире примерно 1,9 миллиона человек.

## Награды
Номинанты The Game Awards 2014 были объявлены 20 ноября 2014 года. В них могла попасть игра, выпущенная 25 ноября 2014 года или ранее. Победители были объявлены во время церемонии награждения, 5 декабря 2014 года.

### Награды, присуждаемые жюри
| Игра года Победитель: - Dragon Age: Inquisition Номинанты: - Bayonetta 2 - Dark Souls II - Hearthstone: Heroes of Warcraft - Middle-earth: Shadow of Mordor | Разработчик года Победитель: - Nintendo Номинанты: - Blizzard Entertainment - Monolith Productions - Telltale Games - Ubisoft Montreal                                                                |
| Лучшая независимая игра Победитель: - Shovel Knight Номинанты: - Broken Age Act I - Monument Valley - Transistor - The Vanishing of Ethan Carter | Лучшая мобильная/портативная игра Победитель: - Hearthstone: Heroes of Warcraft Номинанты: - Bravely Default - Monument Valley - Super Smash Bros. for Nintendo 3DS - Threes                          |
| Лучшее игровое повествование Победитель: - Valiant Hearts: The Great War Номинанты: - South Park: The Stick of Truth - The Walking Dead: Season Two - The Wolf Among Us - Wolfenstein: The New Order | Лучший саундтрек/звуковое оформление Победитель: - Destiny Номинанты: - Alien: Isolation - Child of Light - Sunset Overdrive - Transistor                                                             |
| Лучшая актёрская игра Победитель: - Трей Паркер, множество ролей — South Park: The Stick of Truth Номинанты: - Адам Харрингтон в роли Бигби Волка — The Wolf Among Us - Кевин Спейси в роли Джонатана Айронса — Call of Duty: Advanced Warfare - Мелисса Хатчисон в роли Клементины — The Walking Dead: Season Two - Трой Бейкер в роли Талиона — Middle-earth: Shadow of Mordor | Игры, оказывающие влияние Победитель: - Valiant Hearts: The Great War Номинанты: - Mountain - Never Alone - The Last of Us: Left Behind - This War of Mine                                            |
| Лучший шутер Победитель: - Far Cry 4 Номинанты: - Call of Duty: Advanced Warfare - Destiny - Titanfall - Wolfenstein: The New Order | Лучшая приключенческая экшен-игра Победитель: - Middle-earth: Shadow of Mordor Номинанты: - Assassin’s Creed Unity - Alien: Isolation - Bayonetta 2 - Sunset Overdrive                                |
| Лучшая ролевая игра Победитель: - Dragon Age: Inquisition Номинанты: - Bravely Default - Dark Souls II - Divinity: Original Sin - South Park: The Stick of Truth | Лучший файтинг Победитель: - Super Smash Bros. for Wii U Номинанты: - Killer Instinct: Season Two - Persona 4 Arena Ultimax - Super Smash Bros. for Nintendo 3DS - Ultra Street Fighter IV            |
| Лучшая семейная игра Победитель: - Mario Kart 8 Номинанты: - Disney Infinity: Marvel Super Heroes - Fantasia: Music Evolved - Skylanders: Trap Team - Tomodachi Life | Лучшая спортивная/гоночная игра Победитель: - Mario Kart 8 Номинанты: - FIFA 15 - Forza Horizon 2 - NBA 2K15 - Trials Fusion                                                                          |
| Лучший сетевой опыт Победитель: - Destiny Номинанты: - Call of Duty: Advanced Warfare - Dark Souls II - Hearthstone: Heroes of Warcraft - Titanfall | Лучший ремастер Победитель: - Grand Theft Auto V Номинанты: - Halo: The Master Chief Collection - Pokémon Omega Ruby and Alpha Sapphire - The Last of Us Remastered - Tomb Raider: Definitive Edition |

Источник:

### Награды, определяемые голосованием зрителей
| Самая ожидаемая игра Победитель: - «Ведьмак 3: Дикая Охота» Номинанты: - Batman: Arkham Knight - Uncharted 4: A Thief’s End - Evolve - Bloodborne                                           | Киберспортсмен года Победитель: - Мэтт «NaDeSHoT» Хааг Номинанты: - Кристофер «GeT_RiGhT» Алесунд - Мартин «Rekkles» Ларссон - Джеймс «Firebat» Костесич - Сюй «Fy» Линьсэнь |
| Киберспортивная награда года Победитель: - Ninjas in Pyjamas Номинанты: - Evil Geniuses - Samsung White - Newbee - Edward Gaming                                                            | Тренд-геймер Победитель: - TotalBiscuit Номинанты: - Эван «Vanoss» Фон - Джефф Герстман - PewDiePie - StampyLongHead                                                         |
| Лучшее произведение фанатов Победитель: - Twitch Plays Pokémon Номинанты: - Luigi Death Stare - «It’s Dangerous to Go Alone» - Minecraft — Titan City - «Mine the Diamond (Minecraft Song)» | |

Источник:

### Почётные награды
| Икона индустрии - Кен и Роберта Уилльямс (Sierra Entertainment) |

## Игры с наибольшим количеством номинаций и наград
| Номинаций | Игра                               |
| --------- | ---------------------------------- |
| 3         | Call of Duty: Advanced Warfare     |
| 3         | Dark Souls II                      |
| 3         | Destiny                            |
| 3         | Hearthstone: Heroes of Warcraft    |
| 3         | Middle-earth: Shadow of Mordor     |
| 3         | South Park: The Stick of Truth     |
| 2         | Alien: Isolation                   |
| 2         | Bayonetta 2                        |
| 2         | Bravely Default                    |
| 2         | Dragon Age: Inquisition            |
| 2         | Mario Kart 8                       |
| 2         | Monument Valley                    |
| 2         | Sunset Overdrive                   |
| 2         | Super Smash Bros. for Nintendo 3DS |
| 2         | Titanfall                          |
| 2         | Valiant Hearts: The Great War      |
| 2         | Transistor                         |
| 2         | The Walking Dead: Season 2         |
| 2         | The Wolf Among Us                  |
| 2         | Wolfenstein: The New Order         |

| Наград | Игра                          |
| ------ | ----------------------------- |
| 2      | Destiny                       |
| 2      | Dragon Age: Inquisition       |
| 2      | Mario Kart 8                  |
| 2      | Valiant Hearts: The Great War |